# Vydrany
Vydrany es un municipio del distrito de Dunajská Streda en la región de Trnava, Eslovaquia, con una población estimada a final del año 2024 de 1904 habitantes.
Se encuentra ubicado al sur de la región, cerca de los ríos Danubio y Váh, y de la frontera con Hungría y la región de Bratislava.

## Demografía
| Año        | 1994 | 2004    | 2014     | 2024     |
| ---------- | ---- | ------- | -------- | -------- |
| Población  | 1310 | 1422    | 1601     | 1904     |
| Diferencia |      | +8,54 % | +12,58 % | +18,92 % |

| Año        | 2023 | 2024    |
| ---------- | ---- | ------- |
| Población  | 1886 | 1904    |
| Diferencia |      | +0,95 % |